# Harbin SH-5
El Harbin SH-5 es un hidrocanoa, diseñado y construido en la República Popular China por la compañía Harbin Aircraft Manufacturing Corporation . Es empleado en labores de guerra antisubmarina y como avión de ataque por la Fuerza Aérea de la Armada del Ejército Popular de Liberación.

## Historial
El SH-5 (Shuishang Hongzhaji, bombardero marítimo en idioma chino) es un monoplano de ala alta, equipado con cuatro motores turbohélice y hélices cuatripalas. Su fuselaje inferior está diseñado siguiendo un esquema supresor de salpicaduras de agua. Aunque cuenta con un tren de carreteo escamoteable, el SH-5 no es un anfibio, por lo que no puede tomar tierra en un aeropuerto convencional. Su tren de carreteo está diseñado únicamente para la maniobra de entrada y salida del agua a través de una rampa.
El diseño del SH-5 se inició en 1968, concluyendo en 1970, cuando se empezó a construir el primer prototipo. En octubre de 1971 estaba lista una célula estática, pero debido a los acontecimientos relacionados con la Revolución Cultural no se iniciaron las pruebas hasta 1974. En 1973 estuvo listo el primer ejemplar completo, que no voló hasta tres años más tarde.
El SH-5 cuenta con radomos en el morro y la cola, así como una cabina frontal inferior acristalada. Dispone de una torreta dorsal radiocontrolada equipada con dos cañones, y cada ala tiene dos puntos de anclaje para transportar una combinación de misiles antibuque o torpedos. Un compartimento en el fuselaje permite lanzar también cargas de profundidad, sonoboyas o equipo de rescate.

## Especificaciones
Referencia datos: Air Vectors

### Características generales
- Longitud: 38,9 m
- Envergadura: 36 m
- Superficie alar: 144 m²
- Peso vacío: 26.500 kg
- Peso cargado: 45.000 kg
- Planta motriz: 4× turbohélice Dongan WJ5A.
  - Potencia: 3150 hp (2350 kW) cada uno.

### Rendimiento
- Velocidad máxima operativa (Vno): 555 km/h
- Alcance: 4750 km
- Radio de acción: km
- Alcance en combate: km
- Alcance en ferry: km
- Techo de vuelo: 10.250 m

### Armamento
- Cañones:  Torreta dorsal con dos cañones

### Aeronaves similares
- Beriev Be-12
- Shin Meiwa PS-1

### Listas relacionadas
- Anexo:Hidroaviones y aviones anfibios